# Cleistocactus ritteri
Cleistocactus ritteri är en kaktusväxtart som beskrevs av Curt Backeberg. Cleistocactus ritteri ingår i släktet Cleistocactus, och familjen kaktusväxter. Inga underarter finns listade i Catalogue of Life.

## Bildgalleri

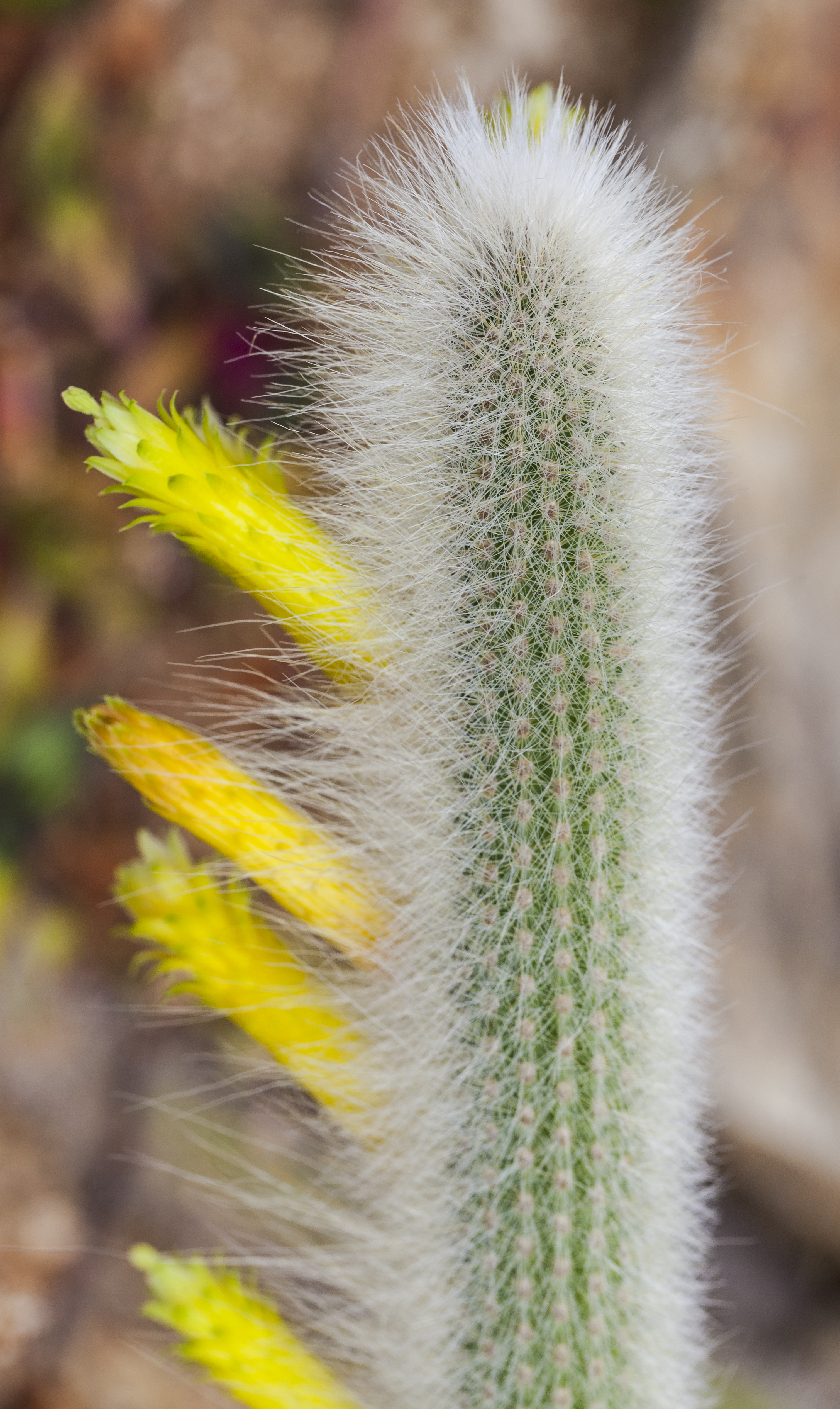